# Zahorze (sielsowiet Miory)
Zahorze – dawny majątek. Tereny, na których leżał, znajdują się obecnie na Białorusi, w obwodzie witebskim, w rejonie miorskim, w sielsowiecie Miory.

## Historia
W czasach zaborów w powiecie dzisieńskim, w guberni wileńskiej Imperium Rosyjskiego.
W latach 1921–1945 majątek leżał w Polsce, w województwie wileńskim, w powiecie dziśnieńskim (od 1926 w powiecie brasławskim) w gminie Miory.
Według Powszechnego Spisu Ludności z 1921 roku zamieszkiwało tu 31 osób, 20 było wyznania rzymskokatolickiego a 11 prawosławnego. Jednocześnie 20 mieszkańców zadeklarowało polską a 11 białoruską przynależność narodową. Były tu 2 budynki mieszkalne. W 1931 w 2 domach zamieszkiwały 23 osoby.
Wierni należeli do parafii rzymskokatolickiej w Miorach i prawosławnej w Czeressie. Miejscowość podlegała pod Sąd Grodzki w Drui i Okręgowy w Wilnie; właściwy urząd pocztowy mieścił się w Miorach.